# کارل رانگار گیرو
کارل رانگار گیرو (سوئدی: Karl Ragnar Gierow; ۲ آوریل ۱۹۰۴ – ۳۰ اکتبر ۱۹۸۲) نویسنده، کارگردان، و فیلم‌نامه‌نویس اهل سوئد بود. او از ۱۹۶۱ تا ۱۹۸۲ عضو آکادمی سوئد شد و کرسی شماره ۷ را به خود اختصاص داد. گیرو از ۱۹۶۴ تا ۱۹۷۷ دبیر دائم این آکادمی بود.

## زندگی‌نامه
گیرو در هلسینگبوری متولد شد و دوران جوانی را در این شهر سپری کرد. در سال ۱۹۲۲ برای ادامه تحصیل به دانشگاه لوند رفت و تا درجه زیر دکترا در ۱۹۳۴ به تحصیلاتش ادامه داد. گیرو از سال ۱۹۴۶ تا۱۹۵۳ مدیر کتابخانه روزنامه اسونسکا داگبلادت بود و از ۱۹۵۱ تا ۱۹۶۳ مدیر اجرایی تئاتر دراماتیک سلطنتی شد و در همین مدت خیلی از اثرهای نوین اروپایی و بحث‌برانگیز را تماماً خودش از جمله نمایشنامه‌های برتولت برشت، ژان پل سارتر و یوجین اونیل را روی پرده اکران برد.
گیرو اشعار زیادی را برای ترانه‌ها و آهنگ‌های محبوب، نمایشنامه‌ها، مقالات و فیلم‌های سینمایی نوشته‌است. گیرو بخاطر هنر نویسندگی‌اش از جمله جایزه ادبی بلمن را برای اشعارش در سال ۱۹۷۷، و همچنین چندین جایزه دیگر را تصاحب نمود.